# Marthinus Theunissen
Marthinus Theunissen (Marthinus Wilhelminus S. Theunissen; * 13. Mai 1911 in Standerton; † Juli 1983) war ein südafrikanischer Sprinter.
1934 gewann er bei den British Empire Games in London Silber über 100 Yards und 220 Yards. Bei den Olympischen Spielen 1936 erreichte er über 100 m das Viertel- und über 200 m das Halbfinale; in der 4-mal-100-Meter-Staffel schied er mit der südafrikanischen Mannschaft im Vorlauf aus.

## Persönliche Bestzeiten
- 100 Yards: 9,7 s, 28. Oktober 1933, Durban
- 100 m: 10,6 s, 1936
- 220 Yards: 21,1 s, 14. September 1935, Johannesburg (entspricht 21,0 s über 200 m)